# Moše Perec
Moše Perec (hebrejsky מֹשֶׁה פֶּרֶץ‎,‎* 10. května 1983 Tiberias, Izrael) je izraelský zpěvák-skladatel a komponista. Se zpěvem začal ve třinácti letech v tiberiadské synagoze a začal též skládat vlastní písně. V osmnácti letech byl povolán k povinné vojenské službě v Izraelských obranných silách, během níž se přidal k vojenskému hudebnímu souboru.
Po uvolnění z IDF vydal své první hudební album s názvem Mabit el ha-meromim (hebrejsky מביט אל המרומים‎, „Vzhlížím k nebesům“), jehož se jen v Izraeli prodalo přes deset tisíc kopií. Jeho další album Eš (hebrejsky אש‎, „Oheň“) z roku 2007 se dočkalo ještě většího úspěchu v podobě dvaceti tisíc prodaných desek, za což Perec obdržel ocenění zlatá deska. Roku 2008 se jeho singl s názvem Elajich (hebrejsky אלייך‎, „Ty“) umístil na předních příčkách izraelských hitparád a v témže roce se objevil jako titulní píseň stejnojmenného alba Elajich. Alba se prodalo na 40 000 kopií a stalo se díky tomu platinovým. Největšího úspěchu však dosáhlo Perecovo v pořadí čtvrté album s názvem Me-ha-šamajim (hebrejsky מהשמיים‎), „Z nebes“), které přesáhlo v prodejnosti 110 000 kusů a stalo se dvojitě-platinovým. Jeho pátý singl a zároveň i album z roku 2011 nesly název Zikukim (hebrejsky זיקוקים‎, „Ohňostroje“) a zaznamenaly 80 000 prodaných kopií. Zatím poslední Perecovo album z roku 2013 nese název Kol ha-milim ha-smechot (hebrejsky כל המילים השמחות‎, „Všechna ta radostná slova“).
Moše Perec si většinu skladeb píše sám, napsal již také několik skladeb pro interprety jako např. Sarit Chadad (שרית חדד) nebo Šlomiho Šabata (שלומי שבת).